# Într-o seară, un tren...
Într-o seară, un tren (titlul original: în franceză Un soir, un train) este un film dramatic de coproducție franco-belgian, realizat în 1968 de regizorul André Delvaux, după romanul Trenul inerției (De Trein der traagheid) al scriitorului Johan Daisne, protagoniști fiind actorii Yves Montand și Anouk Aimée. 
Filmul tratează tema incomunicabilități, tratată în modul realismului magic și pe fundalul conflictului lingvistic belgian.

## Rezumat
Iarna 1967-1968. Mathias este profesor de lingvistică într-o universitate flamandă care ar putea fi cea din Louvain . Locuiește cu Anne, o franțuzoaică care nu se simte confortabil în această țară a cărei cultură nu o împărtășește, deși face tot posibilul să participe de bună voie lucrând ca designer de teatru pentru piesa renascentistă Elckerlijc pe care Mathias o pune în scenă. Viața lor comună, subminată de neînțelegeri, suferă de această stare rea.
Într-o după-amiază, Mathias ia trenul (în gara Anvers) pentru a merge să țină o prelegere într-un alt oraș. Este surprins să o vadă pe Anne alăturându-se în compartimentul său, aparent pentru a încerca o reconciliere. Dar prezența altor pasageri îi împiedică să vorbească între ei. Mathias moțăie și se trezește când trenul s-a oprit la amurg în mijlocul peisajului. Anne a dispărut. Mathias coboară de-a lungul terasamentului unde găsește doi cunoscuți. Trenul pleacă brusc, lăsându-i pe cei trei bărbați într-un univers total de neînțeles, unde încearcă în zadar să se comporte rațional.

## Distribuție
- Yves Montand – Mathias
- Anouk Aimée – Anne
- Adriana Bogdan – Moira, chelnerița restaurantului
- Hector Camerlynck – Hernhutter
- François Beukelaers – Val
- Michael Gough – Jeremiah
- Senne Rouffaer – actorul care joacă rolul lui Elckerlijc
- Domien De Gruyter – Werner
- Jan Peré – Henrik
- Nicole Debonne – o tânără
- Wilfried Coppens – un tânăr bărbat în tren
- Greta Van Langhendonck – o tânără femeie în tren
- Patrick Conrad – managerul hotelului
- Jacqueline Royaards-Sandberg – mama-mare
- Denise Zimmerman – studentul
- Catherine Dejardin – sora
- Albert Belge – un coleg
- Frédéric Devreese – prietenul

## Melodii din film
- La Fleur de l'Été – muzica de Frédéric Devreese, textul de André Delvaux, interpretată de Nicole Croisille

## Aprecieri
„ Din nou realismul magic prin care Delvaux a atras atenția criticii anilor '60, și iar un omagiu adus picturii flamande și prozei inspiratoare a lui Johan Daisne. 50 de minute de pregătire dramatică și acumulare de atmosferă într-un cinema prea livresc și reflexiv pentru a menține atenția spectatorului. Într-o bizară apariție, chipul Adrianei Bogdan reflectă misterul și rigoareamesagerului morții.”—T. Caranfil , Dicționar universal de filme 